# Emil Ferris
Emil Ferris (Chicago, 1962) és una escriptora, dibuixant i dissenyadora nord-americana. Ferris va debutar en la indústria editorial amb la seva novel·la gràfica de 2017 My Favorite Thing is Monsters (El que més m'agrada són els monstres). La novel·la explica la història de Karen Reyes, una nena mestissa de la Chicago dels anys 60, i està escrita i dibuixada en la forma de quadern de notes o diari del personatge, en el moment del pas cap a la majoria d'edat. El llibre va ser elogiat com una "obra mestra" i un dels millors còmics d'un autor novell.

## Biografia
Ferris és filla d'Eleanor Spiess-Ferris i Mike Ferris, nascuda al South Side de Chicago. Va créixer a l'Uptown del North Side. Els seus pares són artistes que es van conèixer a l'Escola de l'Institut d'Art de Chicago. Va treballar com a il·lustradora independent i dissenyadora de joguines per a clients com McDonald's i Takara Tomy abans de ser autora. Ferris es va identificar al principi de la seva vida com lesbiana, però més tard es va passar a definir com a bisexual.
El 2001, quan tenia 40 anys, Ferris va contreure la febre del Nil Occidental per la picada d'un mosquit. Tres setmanes després d'anar a l'hospital, va quedar paralitzada de cintura cap avall i va perdre el moviment de la seva mà dreta. Amb el temps, va recuperar la funció motora i va tornar a treballar i a dibuixar, després de cursar un mestratge en escriptura creativa a l'Escola d'l'Institut d'Art de Chicago.

## Obra

### El que més m'agrada són els monstres
Mentre es recuperava de la paràlisi, Ferris va treballar en la seva novel·la gràfica El que més m'agrada són els monstres. Hi explica la història de Karen Reyes, una jove mestissa i amant de les pel·lícules de monstres (com la mateixa Ferris) que, creixent enmig de les tensions socials de la Chicago dels anys 60, investiga la mort de la seva veïna de dalt, supervivent de l'Holocaust. Hi intenta esbrinar les tensions racials del seu barri, la mort del seu veí i les crueltats massa comunes al pati i als carrers. El llibre està escrit i dibuixat en la forma d'un quadern d'espiral, amb il·lustracions creuades dibuixades a bolígraf. El llibre és el propi quadern de la Karen, on es dibuixa a si mateixa com l'home llop.
El que més m'agrada són els monstres havia de ser publicada en 2016, però la companyia xinesa que s'encarregava de l'enviament va fer fallida i tots els volums impresos van quedar retinguts al Canal de Panamà. El llibre de 400 pàgines va ser finalment publicat el 2017 per Fantagraphics Books, i va rebre elogis d'autors tan reconeguts com Art Spiegelman, Alison Bechdel i Chris Ware. A més, hi ha qui l'ha considerat com una de les millors novel·les gràfiques del 2017.
Sony Pictures va comprar els drets per fer-ne un llargmetratge amb el director Sam Mendes. El projecte sembla que encara estigui en desenvolupament a gener de 2023.

### Altres obres
Emil Ferris havia anunciat el 2019 la intenció de publicar una segona part de El que més m'agrada són els monstres, però a gener de 2023 encara no s'ha fet efectiva. Segons el web especialitzat GoodReads, la data esperada de publicació d'aquesta segona part seria el 15 de maig de 2023. S'hi especifica que:
“A la conclusió d'aquesta novel·la gràfica en dues parts, ambientada a la Chicago dels anys 60, abunden els misteris foscos, passats i presents, i la Karen, de 10 anys, intenta resoldre'ls. El segon volum té lloc a la tumultuosa i violenta Chicago de l'estiu de 1968. La jove Karen assisteix al Festival de la Vida organitzat per Yippie a Grant Park i es veu arrossegada per una batuda de la policia.

En privat, continua investigant la mort recent de la seva veïna i descobreix una darrera cinta de casset que treu a la llum les activitats heroiques d'Anka a l'Alemanya nazi. La Karen lluita amb la seva pròpia identitat sexual i li diu al seu amic Sam Silverberg que el millor regal d'aniversari que podria rebre és "sentir que hi ha algú a la història del món que ha estat com jo". En aquest segon llibre, el repartiment de personatges presentats al primer volum experimenta revelacions i epifanies que resolen i aprofundeixen els misteris que els visitaven anteriorment. Visualment, la història s'explica amb l'estil característic de Ferris, una combinació increïblement perfecta de seqüències de vinyetes i muntatges de dibuixos.”
L'abril de 2022, Ferris va ser una entre les més de tres dotzenes de creadors i creadores de còmics que van contribuir al llibre d'antologia en benefici d'Operation USA, Comics for Ukraine: Sunflower Seeds, un projecte encapçalat per l'editor Scott Dunbier, els beneficis del qual es donen als esforços de socors per als refugiats ucraïnesos resultant de la invasió russa d'Ucraïna el febrer de 2022.

## Premis
- 2017 - Ignatz Award per Novel·la Gràfica Destacada El que més m'agrada són els monstres.[12]
- 2017 - Ignatz Award per Artista Destacada.[12]
- 2018 - Premi Division de la National Cartoonists Society.[13]
- 2018 - Lambda Literary Award per la Novel·la Gràfica El que més m'agrada són els monstres.[14]
- 2018 - Premi Eisner per millor àlbum gràfic, millor autor i millor dibuixos.[15]
- 2019 - Premi de la crítica de l'ACBD.[16]
- 2019 - Fauve d'Or del Festival del Còmic d'Angulema 2019.[17]
- 2019 - Premi Lorna com a millor còmic estranger de ciència-ficció, fantasia o terror publicat per primera vegada a Espanya per El que més m'agrada són els monstres.[18]
- 2019 - Premi a la millor obra estrangera al 37 Comic Barcelona per My Favorite Thing Is Monsters.[19]